# Ilokano
Ilokano eller Ilocano är ett västaustronesiskt språk inom den borneo-filippinska språkgruppen. Ilocano har drygt 8 miljoner talare (2005) i Filippinerna, främst på Luzon, och är därmed det tredje största språket i Filippinerna, efter Tagalog och Cebuano. Språket är lingua franca på norra Luzon och används i skola, radio och på TV.

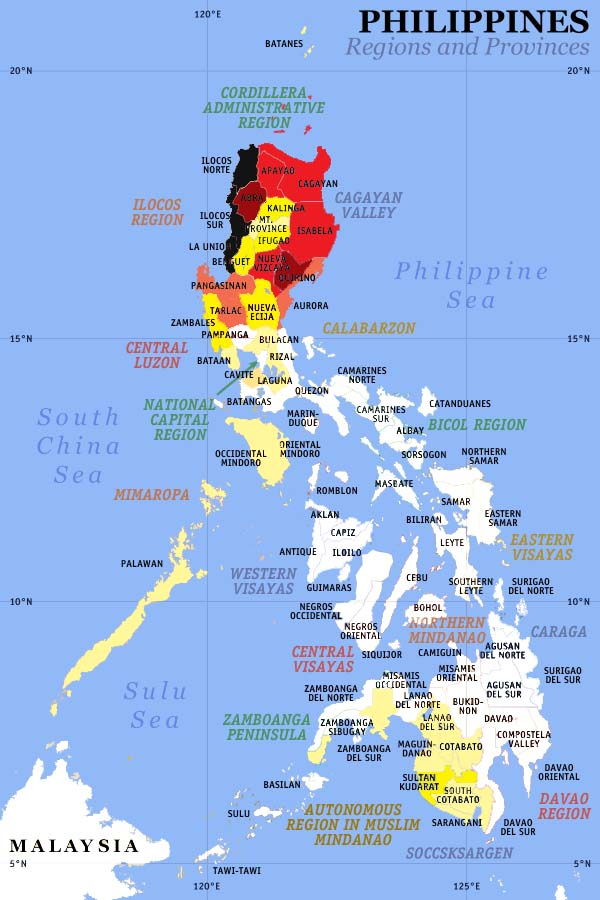
Andel Ilokano-talare i olika delar av Filippinerna:
- svart: >90%
- mörkröd: 70-89%
- röd: 50-69%
- ljusröd: 30-49%
- mörkgul: 10-29%
- ljusgul: 1-9%
- vit: <1%